# Festival de Cannes 2017
Le Festival de Cannes 2017, 70e édition, a lieu du 17 au 28 mai 2017 au Palais des festivals, à Cannes. La maîtresse de cérémonie est l'actrice italienne Monica Bellucci.

## Déroulement

### Préparatifs
L'inscription des films à la présélection est ouverte jusqu'au 10 mars 2017.
Le 31 janvier 2017, il est annoncé que le cinéaste espagnol Pedro Almodóvar sera le président du jury. Il fut auparavant déjà membre du jury en 1992, sous la présidence de Gérard Depardieu.
Le 6 février 2017, il est annoncé que le cinéaste allemand Werner Herzog recevra cette année le Carrosse d'or pour l'ensemble de sa carrière. Il succède donc au réalisateur finlandais Aki Kaurismäki.
Le 13 mars 2017, la date de la conférence de presse révélant les films de la sélection officielle est révélée. Ce sera le 13 avril 2017.
Le 16 mars 2017, il est annoncé que le cinéaste brésilien Kleber Mendonça Filho sera le président du jury de la 56e Semaine de la critique. L'ensemble de son jury est également dévoilé.
Le 20 mars 2017, il est annoncé que ce sera l'actrice italienne Monica Bellucci qui assurera la fonction de maîtresse de cérémonie. Elle avait déjà eu ce rôle en 2003, et avait été membre du jury de la compétition officielle lors du Festival de Cannes 2006 sous la présidence de Wong Kar-wai
Le lendemain c'est le nom du président du jury de la Cinéfondation et des courts métrages qui est dévoilé. Il s'agit du réalisateur roumain Cristian Mungiu. Il a reçu il y a dix ans la Palme d'or pour 4 mois, 3 semaines, 2 jours, un prix du scénario en 2012 pour Au-delà des collines, et un prix de la mise en scène l'an dernier pour Baccalauréat. Comme Naomi Kawase, qui été présidente de la Cinéfondation l'an passé, il a été membre du jury de la compétition en 2013 sous la présidence de Steven Spielberg.

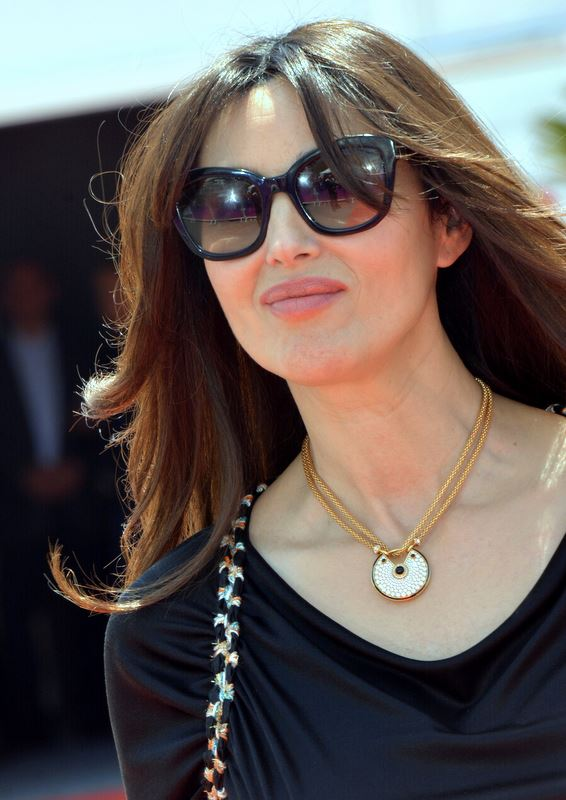
Monica Bellucci, maîtresse de cérémonie du festival.

Le 29 mars 2017, l'affiche officielle de la 70e édition est dévoilée. C'est l'actrice italienne Claudia Cardinale qui en est l'emblème. Par ailleurs, elle fut membre du jury en 1993 sous la présidence de Louis Malle.
Le 5 avril 2017, c'est l'affiche officielle de la Semaine de la critique qui est dévoilée. C'est la réalisatrice de Grave (qui fut présenté à la Semaine de la Critique l'an passé) Julia Ducournau, et l'actrice principale Garance Marillier qui en sont l'emblème.
Le 6 avril 2017, l'affiche officielle de Quinzaine des réalisateurs est dévoilée.
Le 11 avril 2017, il est annoncé que l'actrice française Sandrine Kiberlain présidera le jury de la Caméra d'or. Elle fut membre du jury en 2001 sous la présidence de Liv Ullmann.
Le 12 avril 2017, la veille de la conférence de presse, la liste des courts métrages de la Cinéfondation est dévoilée.
Le 13 avril 2017, la liste officielle des films sélectionnés est dévoilée par Thierry Frémaux et Pierre Lescure.
Le 14 avril 2017, il est annoncé que l'actrice américaine Jessica Chastain sera membre du jury.
Le 18 avril 2017, il est annoncé que l'actrice française Sandrine Bonnaire présidera le jury de l'Œil d'or.
Le 20 avril 2017, la sélection de la Quinzaine des réalisateurs est dévoilée.
Le 21 avril 2017, la sélection de la Semaine de la critique est dévoilée. Le même jour, il est également annoncé que l'actrice américaine Uma Thurman présidera le jury de la section Un certain regard. Par ailleurs, elle fut membre du jury en 2011 sous la présidence de Robert De Niro.
Le 25 avril 2017, les sept autres membres du jury officiel sont révélés. Parmi eux se trouvent l'acteur américain Will Smith, et le réalisateur italien Paolo Sorrentino.
Le 27 avril 2017, il est annoncé que le réalisateur américain Travis Mathews présidera le jury de la Queer Palm. Le même jour, le reste de la sélection officielle est annoncé. Ainsi The Square de Ruben Östlund est-il le dernier film à rejoindre la compétition pour la Palme d'or tandis que D'après une histoire vraie, le nouveau film de Roman Polanski, sera présenté hors compétition.
C'est le 14 mai 2017 qu'est annoncé l'ensemble des jurés des autres sections. Parmi eux se trouvent Élodie Bouchez, membre du jury de la Caméra d'or, qui avait reçue le prix d'interprétation en 1998, et Barry Jenkins, oscarisé pour Moonlight, qui est membre du jury des courts métrages et de la Cinédondation.

### Faits marquants

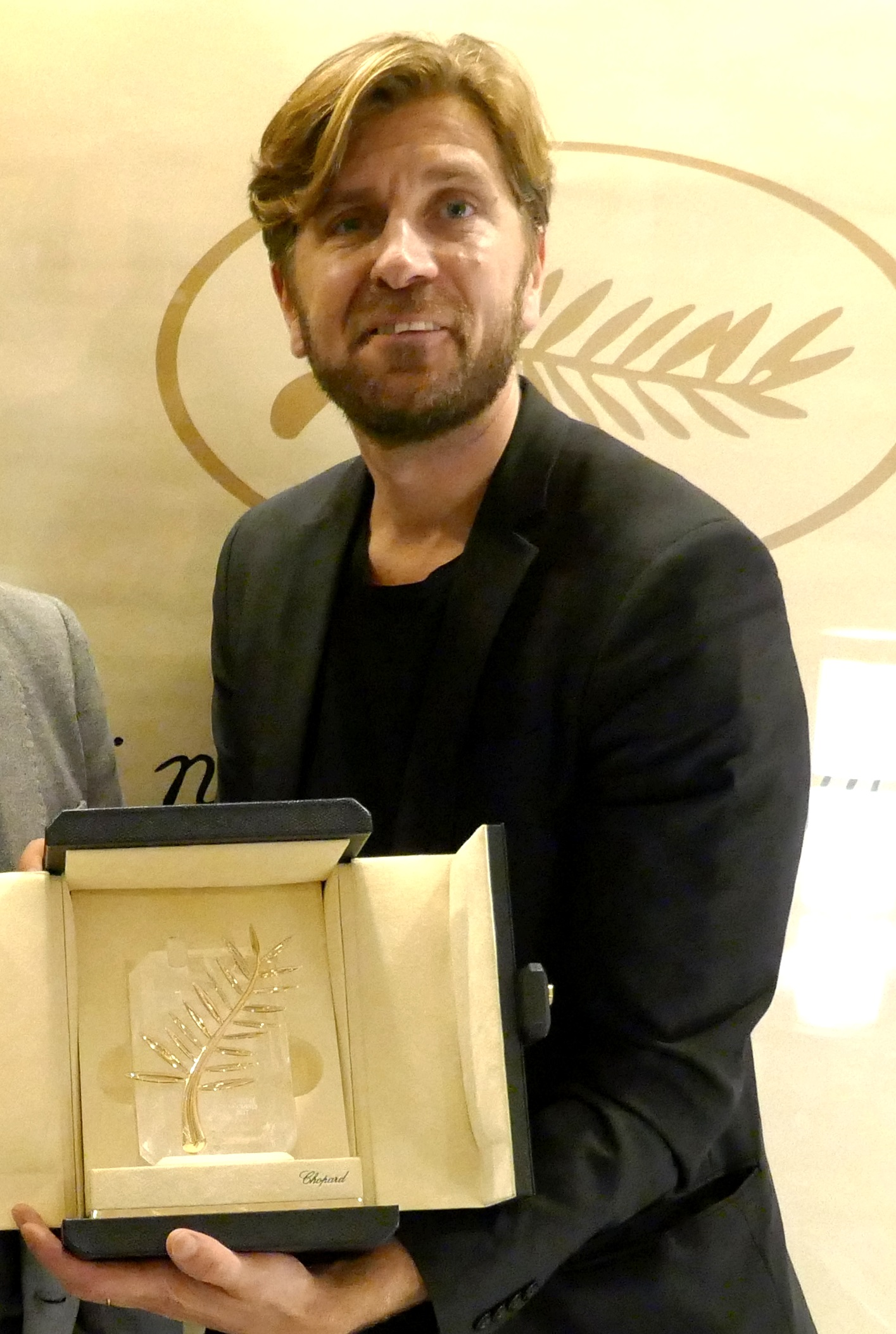
Rüben Ostlund obtient la Palme d'or pour The Square.

Comme pour l'édition de 2012, le Festival de Cannes 2017 est décalé sur la deuxième quinzaine de mai en raison de l'élection présidentielle française les 23 avril et 7 mai 2017.
C'est la deuxième fois que le Festival se déroule sous l'état d'urgence. Le même dispositif de sécurité que la précédente édition est mis en place.
Une polémique a eu lieu dès l'annonce de la sélection officielle du fait de la présence en compétition de deux films produits par Netflix : Okja et The Meyerowitz Stories. Netflix bouleverse la chronologie des médias française car ses films sortent directement sur son service, sans passer par une sortie en salle ce qui contrarie les exploitants. Après qu'une rumeur a circulé indiquant que ces deux films en cause seraient exclus, le festival décide toutefois de les maintenir mais exige que, dès l'année suivante, un film créé pour un service de vidéo à la demande devra tout de même sortir en salle s'il est sélectionné,. Netflix n'infléchit pas, et refuse une sortie en salle de ses films et bouda le festival l'année suivante.
Le festival fête sa 70e édition, un gala est organisé, avec un rassemblement de tous les cinéastes palmés et furent diffusés de nombreuses séries réalisés par des habitués du festival.
Bien que les délibérations restent secrètes, Gabriel Yared révéla que lui, Pedro Almodóvar et un autre juré ne voulaient pas donner la Palme à The Square.

## Jurys

### Compétition
| Nom | Nom                                 | Qualité                                        | Nationalité    |
| --- | ----------------------------------- | ---------------------------------------------- | -------------- |
|     | Pedro Almodóvar (président du jury) | Réalisateur, scénariste, producteur et acteur  | Espagne        |
|     | Maren Ade                           | Réalisatrice, scénariste et productrice        | Allemagne      |
|     | Jessica Chastain                    | Actrice et productrice                         | États-Unis     |
|     | Agnès Jaoui                         | Actrice, réalisatrice, scénariste et chanteuse | France         |
|     | Fan Bingbing                        | Actrice et productrice                         | Chine          |
|     | Park Chan-wook                      | Réalisateur, scénariste et producteur          | Corée du Sud   |
|     | Will Smith                          | Acteur, chanteur, scénariste et producteur     | États-Unis     |
|     | Paolo Sorrentino                    | Réalisateur et scénariste                      | Italie         |
|     | Gabriel Yared                       | Compositeur                                    | France / Liban |

### Caméra d'or
| Nom                                     | Qualité                    | Nationalité |
| --------------------------------------- | -------------------------- | ----------- |
| Sandrine Kiberlain (présidente du jury) | Comédienne et réalisatrice | France      |
| Patrick Blossier                        | Chef opérateur             | France      |
| Élodie Bouchez                          | Actrice                    | France      |
| Guillaume Brac                          | Réalisateur et producteur  | France      |
| Thibault Carterot                       | Président de M141          | France      |
| Fabien Gaffez                           | Écrivain et critique       | France      |
| Michel Merkt                            | Producteur                 | Suisse      |

### Un certain regard
| Nom                              | Qualité                                          | Nationalité        |
| -------------------------------- | ------------------------------------------------ | ------------------ |
| Uma Thurman (présidente du jury) | Actrice et productrice                           | États-Unis         |
| Mohamed Diab                     | Réalisateur, scénariste et écrivain              | Égypte             |
| Reda Kateb                       | Acteur                                           | France             |
| Joachim Lafosse                  | Réalisateur et scénariste                        | Belgique           |
| Karel Och                        | Directeur artistique du Festival de Karlovy Vary | République tchèque |

### Cinéfondation et des courts métrages
| Nom                                 | Qualité                                 | Nationalité |
| ----------------------------------- | --------------------------------------- | ----------- |
| Cristian Mungiu (président du jury) | Réalisateur, scénariste et producteur   | Roumanie    |
| Clotilde Hesme                      | Actrice                                 | France      |
| Barry Jenkins                       | Réalisateur et scénariste               | États-Unis  |
| Eric Khoo                           | Réalisateur, scénariste et producteur   | Singapour   |
| Athiná-Rachél Tsangári              | Réalisatrice, scénariste et productrice | Grèce       |

### Semaine de la critique
- Kleber Mendonça Filho (Président du jury), réalisateur, scénariste et ingénieur du son  Brésil
- Diana Bustamante Escobar, productrice et directrice artistique du Festival international du film de Carthagène  Colombie
- Eric Kohn, rédacteur en chef de Indiewire  États-Unis
- Hania Mroué, directrice du Cinéma Metropolis  Liban
- Niels Schneider, comédien  Canada  France

### L'Œil d'or
- Sandrine Bonnaire (Présidente du jury), comédienne et réalisatrice  France
- Lucy Walker, réalisatrice  Royaume-Uni
- Lorenzo Codelli, critique de cinéma  Italie
- Dror Moreh, réalisateur  Israël
- Thom Powers, directeur de programmation du Festival de Toronto  États-Unis

### Queer Palm
- Travis Mathews (Président du jury), réalisateur  États-Unis
- Paul Marques Duarte, réalisateur  France
- Lidia Leber Terki, réalisatrice  France  Algérie
- Yair Hochner, réalisateur et directeur de festival  Israël
- Par Lazaro, programmatrice  Allemagne

## Sélection

### Sélection officielle
La sélection officielle est annoncée le 13 avril 2017. Plusieurs médias ont pronostiqué sur la sélection en se basant sur les films prêts pour le festival et sur les réalisateurs ayant déjà été sélectionnés par le passé.

#### Compétition
La sélection officielle en compétition se compose de 19 films :
| Titre                                                    | Réalisation          | Distribution                                                                                              | Pays         |
| -------------------------------------------------------- | -------------------- | --- | ------------ |
| In the Fade                                              | Fatih Akın           | Diane Kruger, Numan Acar, Ulrich Tukur                                                                    | Allemagne    |
| The Meyerowitz Stories                                   | Noah Baumbach        | Adam Sandler, Ben Stiller, Dustin Hoffman, Emma Thompson, Elizabeth Marvel, Grace Van Patten              | États-Unis   |
| Okja                                                     | Bong Joon-ho         | Tilda Swinton, Ahn Seo-hyeon, Jake Gyllenhaal, Paul Dano, Giancarlo Esposito, Lily Collins, Devon Bostick | Corée du Sud |
| 120 battements par minute                                | Robin Campillo       | Nahuel Pérez Biscayart, Arnaud Valois, Adèle Haenel, Antoine Reinartz, Félix Maritaud                     | France       |
| Les Proies (The Beguiled)                                | Sofia Coppola        | Colin Farrell, Nicole Kidman, Elle Fanning, Kirsten Dunst                                                 | États-Unis   |
| Rodin                                                    | Jacques Doillon      | Vincent Lindon, Izïa Higelin, Séverine Caneele                                                            | France       |
| Happy End                                                | Michael Haneke       | Isabelle Huppert, Jean-Louis Trintignant, Mathieu Kassovitz                                               | Autriche     |
| Le Musée des merveilles (Wonderstruck)                   | Todd Haynes          | Oakes Fegley, Millicent Simmonds, Julianne Moore, Michelle Williams, Amy Hargreaves                       | États-Unis   |
| Le Redoutable                                            | Michel Hazanavicius  | Louis Garrel, Bérénice Bejo, Stacy Martin                                                                 | France       |
| Le Jour d'après (Geu-Hu)                                 | Hong Sang-soo        | Kim Min-hee, Kwon Hae-hyo                                                                                 | Corée du Sud |
| Vers la lumière (光 Hikari)                              | Naomi Kawase         | Masatoshi Nagase, Noémie Nakai, Tatsuya Fuji                                                              | Japon        |
| Mise à mort du cerf sacré (The Killing of a Sacred Deer) | Yórgos Lánthimos     | Colin Farrell, Nicole Kidman, Barry Keoghan, Raffey Cassidy, Sunny Suljic, Alicia Silverstone             | Grèce        |
| Une femme douce (Кроткая)                                | Sergei Loznitsa      | Vasilina Makovtseva, Lia Akhedjakova, Valeriu Andriuţă, Boris Kamorzine                                   | Ukraine      |
| La Lune de Jupiter (Jupiter holdja)                      | Kornél Mundruczó     | Merab Ninidze, György Cserhalmi, Mónika Balsai                                                            | Hongrie      |
| The Square                                               | Ruben Östlund        | Claes Bang, Dominic West, Elisabeth Moss, Terry Notary                                                    | Suède        |
| L'Amant double                                           | François Ozon        | Marine Vacth, Jérémie Renier, Jacqueline Bisset                                                           | France       |
| A Beautiful Day (You Were Never Really Here)             | Lynne Ramsay         | Joaquin Phoenix, Ekaterina Samsonov, Alex Manette, John Doman, Alessandro Nivola                          | Royaume-Uni  |
| Good Time                                                | Josh et Benny Safdie | Robert Pattinson, Jennifer Jason Leigh, Barkhad Abdi, Buddy Duress, Taliah Webster, Benny Safdie          | États-Unis   |
| Faute d'amour (Nelyubov)                                 | Andreï Zviaguintsev  | Mariana Spivak, Alexeï Rozine, Matvei Novikov                                                             | Russie       |

#### Un certain regard
La section Un certain regard comprend 18 films :
| Titre                                                                                | Réalisation                  | Pays       |
| ------------------------------------------------------------------------------------ | ---------------------------- | ---------- |
| Barbara (film d'ouverture)                                                           | Mathieu Amalric              | France     |
| La Fiancée du désert (La novia del desierto) en compétition pour la Caméra d'or      | Cecilia Atán, Valeria Pivato | Argentine  |
| Tesnota (Теснота) en compétition pour la Caméra d'or                                 | Kantemir Balagov             | Russie     |
| La Belle et la Meute (Aala kaf ifrit)                                                | Kaouther Ben Hania           | Tunisie    |
| L'Atelier                                                                            | Laurent Cantet               | France     |
| Fortunata                                                                            | Sergio Castellitto           | Italie     |
| Les Filles d'Avril (Las hijas de Abril)                                              | Michel Franco                | Mexique    |
| Western                                                                              | Valeska Grisebach            | Allemagne  |
| Taxi Sofia (Posoki)                                                                  | Stephan Komandarev           | Bulgarie   |
| Out en compétition pour la Caméra d'or                                               | György Kristóf               | Slovaquie  |
| Avant que nous disparaissions (Sanpo suru Shinryakusha)                              | Kiyoshi Kurosawa             | Japon      |
| Walking Past the Future                                                              | Li Ruijun                    | Chine      |
| El Presidente (La cordillera)                                                        | Santiago Mitre               | Argentine  |
| En attendant les hirondelles (The Nature of Time) en compétition pour la Caméra d'or | Karim Moussaoui              | France     |
| Un homme intègre (Lerd)                                                              | Mohammad Rasoulof            | Iran       |
| Jeune Femme en compétition pour la Caméra d'or                                       | Léonor Serraille             | France     |
| Wind River en compétition pour la Caméra d'or                                        | Taylor Sheridan              | États-Unis |
| Après la guerre (After the War) en compétition pour la Caméra d'or                   | Annarita Zambrano            | France     |

#### Hors compétition
| Titre                                             | Réalisation                 | Pays       |
| ------------------------------------------------- | --------------------------- | ---------- |
| Les Fantômes d'Ismaël (film d'ouverture)          | Arnaud Desplechin           | France     |
| Blade of the Immortal (Mugen Non Junin)           | Takashi Miike               | Japon      |
| Carne y arena (court-métrage - réalité virtuelle) | Alejandro González Iñárritu | Mexique    |
| D'après une histoire vraie                        | Roman Polanski              | France     |
| How to Talk to Girls at Parties                   | John Cameron Mitchell       | États-Unis |
| Visages, villages                                 | Agnès Varda, JR             | France     |

#### Cannes Classics
Programmation spéciale pour fêter l'histoire du festival.

##### Fictions
- La Bataille du Rail de René Clément (1946)
- Le Salaire de la peur de Henri-Georges Clouzot (1953)
- Un petit carrousel de fête de Zoltán Fábri (1957)
- Vers l'inconnu ? de Georges Nasser  (1957)
- J'ai même rencontré des Tziganes heureux d'Aleksandar Petrović (1967)
- Blow-Up de Michelangelo Antonioni (1967)
- Siège de Gilberto Tofano  (1969)
- Soleil Ô de Med Hondo (1970)
- Babatou, les trois conseils de Jean Rouch (1976)
- L'Empire des sens de Nagisa Oshima (1976)
- Que le spectacle commence de Bob Fosse (1980)
- L'Homme de fer d'Andrzej Wajda (1981)
- Yol, la permission de Yılmaz Güney et Şerif Gören (1982)
- La Ballade de Narayama de Shōhei Imamura (1983)
- Le Songe de la lumière de Víctor Erice (1992)
- Madame de… de Max Ophüls (1953
- L'Atalante de Jean Vigo (1934)
- Sang noir de Pierre Chenal (1951)
- Paparazzi de Jacques Rozier (1963)
- Belle de jour de Luis Buñuel (1967)
- Et au milieu coule une rivière de Robert Redford (1992)
- Lucía de Humberto Solás (1968)
- Compilation de courts-métrages : Miroirs de Hollande de Bert Haanstra (1951), La Seine a rencontré Paris de Joris Ivens (1958), Pas de deux de Norman McLaren (1968), Harpie de Raoul Servais (1979), Peel de Jane Campion (1986), L'Interview de Xavier Giannoli (1998) et When the Day Breaks d'Amanda Forbis et Wendy Tilby (1999)

##### Documentaires
- La belge histoire du festival de Cannes de Henri de Gerlache. Sur le cinéma belge à Cannes.
- David Stratton – A Cinematic Life de Sally Aitken. Sur David Stratton (en)
- Filmworker de Tony Zierra. Sur Leon Vitali
- Cary Grant – de l’autre côté du miroir de Mark Kidel. Sur Cary Grant
- Jean Douchet, l'enfant agité de Fabien Hagège, Guillaume Namur, Vincent Haasser. Sur Jean Douchet

#### Cinéma de la Plage
| Titre                    | Réalisation      | Pays                   | Année |
| ------------------------ | ---------------- | ---------------------- | ----- |
| Tout sur ma mère         | Pedro Almodóvar  | France, Espagne        | 1999  |
| Du rififi chez les mômes | Alan Parker      | Royaume-Uni            | 1976  |
| La Fièvre du samedi soir | John Badham      | États-Unis             | 1977  |
| Bad Boys                 | Michael Bay      | États-Unis             | 1995  |
| Missing                  | Costa-Gavras     | États-Unis             | 1982  |
| Les Chariots de feu      | Hugh Hudson      | Royaume-Uni            | 1981  |
| Djam                     | Tony Gatlif      | France, Grèce, Turquie | 2017  |
| Week-end à Zuydcoote     | Henri Verneuil   | France, Italie         | 1964  |
| Un 32 août sur terre     | Denis Villeneuve | Canada                 | 1998  |

#### Séances de minuit
| Titre                                          | Réalisation            | Pays         |
| ---------------------------------------------- | ---------------------- | ------------ |
| The Villainess (Ak-Nyeo)                       | Jeong Byeong-gil       | Corée du Sud |
| Sans pitié (Bulhadang)                         | Byun Sung-hyun         | Corée du Sud |
| Une prière avant l'aube (A Prayer Before Dawn) | Jean-Stéphane Sauvaire | France       |

#### Séances spéciales
| Titre                                                 | Réalisation                   | Pays         |
| ----------------------------------------------------- | ----------------------------- | ------------ |
| Carré 35                                              | Éric Caravaca                 | France       |
| Zombillénium (séance des enfants)                     | Arthur de Pins, Alexis Ducord | France       |
| Une suite qui dérange (An Inconvenient Sequel)        | Bonni Cohen, Jon Shenk        | États-Unis   |
| 12 jours                                              | Raymond Depardon              | France       |
| Il ou elle (They)                                     | Anahita Ghazvinizadeh         | Qatar        |
| La Caméra de Claire                                   | Hong Sang-soo                 | Corée du Sud |
| Promised Land                                         | Eugene Jarecki                | États-Unis   |
| Napalm                                                | Claude Lanzmann               | France       |
| Demons in Paradise en compétition pour la Caméra d'or | Jude Ratman                   | Sri Lanka    |
| Sea Sorrow en compétition pour la Caméra d'or         | Vanessa Redgrave              | Royaume-Uni  |
| Le Vénérable W.                                       | Barbet Schroeder              | France       |

#### Évènements70eanniversaire
| Titre                                              | Réalisation                 | Pays             |
| -------------------------------------------------- | --------------------------- | ---------------- |
| 24 Frames                                          | Abbas Kiarostami            | Iran             |
| Viens nager (Come Swim) (court-métrage)            | Kristen Stewart             | États-Unis       |
| Djam (séance ciné-concert)                         | Tony Gatlif                 | France           |
| Nos années folles                                  | André Téchiné               | France           |
| Twin Peaks (deux premiers épisodes de la saison 3) | David Lynch                 | États-Unis       |
| Top of the Lake : China Girl (saison 2)            | Jane Campion, Ariel Kleiman | Nouvelle-Zélande |

#### Cinéfondation
| Titre                                        | Réalisation            |                                              | Pays               |
| -------------------------------------------- | ---------------------- | -------------------------------------------- | ------------------ |
| Ben Mamshich - בן ממשיך                      | Yuval Aharoni          | Steve Tisch School of Film & Television      | Israël             |
| Heyvan                                       | Bahman Ark, Bahran Ark | Iranian National School of Cinema            | Iran               |
| Atlantida, 2003                              | Michal Blasko          | FTF VSMU                                     | Slovaquie          |
| Lejla                                        | Stijn Bouma            | Sarajevo Film Academy                        | Bosnie-Herzégovine |
| Vazio Do Lado De Fora                        | Eduardo Brandao Pinto  | Universidade Federal Fluminense              | Brésil             |
| Tokeru                                       | Aya Igashi             | Toho Gakuen Film Techniques Training College | Japon              |
| Afternoon Clouds                             | Payal Kapadia          | Film and Television Institute of India       | Inde               |
| A perdre haleine                             | Léa Krawczyk           | La Poudrière                                 | France             |
| Give Up the Ghost                            | Marian Mathias         | Tisch School of the Arts                     | États-Unis         |
| Paul est là                                  | Valentina Maurel       | INSAS                                        | Belgique           |
| Camouflage                                   | Imge Özbilge           | KASK                                         | Belgique           |
| Pequeno Manifesto En Contra Del Cine Solemne | Roberto Porta          | Universidad del Cine                         | Argentine          |
| Wild Horses                                  | Roxy Stewart           | NFTS                                         | Royaume-Uni        |
| Lathatatlanul                                | Aron Szentpéteri       | Szinhaz-ès Filmmuvészeti Egyetem             | Hongrie            |
| Deux égarés sont morts                       | Tommaso Usberti        | La Fémis                                     | France             |
| Yin Shian Bien Jian Gon Lu                   | Yi-Ling Wang           | National Taiwan University of Arts           | Taïwan             |

#### Courts métrages
| Titre                              | Réalisation           | Pays                         |
| ---------------------------------- | --------------------- | ---------------------------- |
| Katto                              | Teppo Airaksinen      | Finlande                     |
| Pépé le morse                      | Lucrèce Andreae       | France                       |
| A Drowning Man                     | Mahdi Fleifel         | Royaume-Uni, Danemark, Grèce |
| Lunch Time                         | Alireza Ghasemi       | Iran                         |
| Across My Land                     | Fiona Godivier        | États-Unis                   |
| Koniec Widzenia                    | Grzegorz Molda        | Pologne                      |
| Une nuit douce (Xiao Cheng Er Yue) | Yang Qiu              | Chine                        |
| Damiana                            | Andrés Ramirez Pulido | Colombie                     |
| Push It                            | Julia Thelin          | Suède                        |

### Quinzaine des réalisateurs

#### Longs métrages
| Titre                                       | Réalisation                   | Pays                               |
| ------------------------------------------- | ----------------------------- | ---------------------------------- |
| Un beau soleil intérieur (film d'ouverture) | Claire Denis                  | France                             |
| A Ciambra                                   | Jonas Carpignano              | Italie, France, Allemagne          |
| Alive in France                             | Abel Ferrara                  | France                             |
| L'Amant d'un jour                           | Philippe Garrel               | France                             |
| Bushwick                                    | Cary Murnion, Jonathan Milott | États-Unis                         |
| Cuori Puri                                  | Roberto De Paolis             | Italie                             |
| The Florida Project                         | Sean Baker                    | États-Unis                         |
| Frost                                       | Šarūnas Bartas                | Lituanie, France, Pologne, Ukraine |
| I Am Not a Witch                            | Rungano Nyoni                 | Royaume-Uni, France                |
| Jeannette, l'enfance de Jeanne d'Arc        | Bruno Dumont                  | France                             |
| L'intrusa                                   | Leonardo Di Costanzo          | Italie, France, Suisse             |
| L'Usine de rien                             | Pedro Pinho                   | Portugal                           |
| La Defensa del Dragón                       | Natalia Santa                 | Colombie                           |
| Marlina Si Pembunuh Dalam Empat Babak       | Mouly Surya                   | Indonésie                          |
| Mobile Homes                                | Vladimir de Fontenay          | Canada, France                     |
| Nothingwood                                 | Sonia Kronlund                | France, Allemagne                  |
| Ôtez-moi d'un doute                         | Carine Tardieu                | France, Belgique                   |
| The Rider                                   | Chloé Zhao                    | États-Unis                         |
| À l'ouest du Jourdain                       | Amos Gitaï                    | Israël                             |
| Patti Cake$ (film de clôture)               | Geremy Jasper                 | États-Unis                         |

#### Courts métrages
| Titre               | Réalisation                            | Pays     |
| ------------------- | -------------------------------------- | -------- |
| Água Mole           | Laura Goncalves, Alexandra Ramires     | Portugal |
| La Bouche           | Camilo Restrepo                        | France   |
| Copa-Loca           | Chrístos Massalás                      | Grèce    |
| Crème de menthe     | David Philippe Gagné, Jean-Marc E. Roy | Canada   |
| Farpões, Baldios    | Marta Mateus                           | Portugal |
| Min Börda           | Niki Lindroth von Bahr                 | Suède    |
| Nada                | Gabriel Martins                        | Espagne  |
| Retour à Genoa City | Benoit Grimalt                         | France   |
| Tijuana Tales       | Jean-Charles Hue                       | France   |
| Trešnje             | Dubravka Turić                         | Croatie  |

### Semaine de la critique

#### Longs-métrages en compétition
- Ava de Léa Mysius (France)
- La Familia de Gustavo Rondon Cordova (Venezuela)
- Gabriel et la Montagne (Gabriel e a montanha) de Fellipe Barbosa (Brésil)
- Makala d'Emmanuel Gras (France)
- Mariana (Los Perros) de Marcela Said (Chili)
- Oh Lucy ! d'Atsuko Hirayanagi (Etats-Unis/Japon)
- Téhéran Tabou d'Ali Soozandeh (Allemagne/Autriche)

#### Longs-métrages en séances spéciales
- Sicilian Ghost Story d'Antonio Piazza et Fabio Grassadonia (Italie), film d'ouverture
- Petit paysan d'Hubert Charuel (France)
- Une vie violente de Thierry de Peretti (France)
- Brigsby Bear de Dave McCary (Etats-Unis), film de clôture

#### Courts-métrages en compétition
- Los Desheredados de Laura Ferrés (Espagne)
- Ela, sketches on a Departure (Ela---szkice-na-pozegnanie) d'Oliver Adam Kusio (Allemagne)
- Les Enfants partent à l'aube de Manon Coubia (France)
- Jodilerks Dela Cruz Employee of the Month de Carlo Francisco Manatad (Philippines/Singapour)
- Möbius de Sam Kuhn (Canada/Etats-Unis)
- The Best Fireworks Ever (Najpiekniejsze fajerwerki ever) d'Aleksandra Terpinska (Pologne)
- Real Gods Require Blood de Moin Hussain (Royaume-Uni)
- Selva de Sofia Quiros Ubeda (Costa Rica)
- Tesla, lumière mondiale de Matthew Rankin (Canada)
- Le Visage de Salvatore Lista (France)

#### Courts-métrages en séance spéciale
- After School Knife Fight de Caroline Poggi et Jonathan Vinel (Italie)
- Mauvais lapin (Coelho Mau) de Carlos Conceição (Portugal)
- Les Îles de Yann Gonzalez (France)

### ACID
- Kiss and cry de Chloé Mahieu et Lila Pinell

## Palmarès

### Palmarès officiel

#### Compétition
| Prix                                                  | Attribué à                                                                                          | Pays        |
| ----------------------------------------------------- | --------------------------------------------------------------------------------------------------- | ----------- |
| Palme d'or                                            | The Square de Ruben Östlund                                                                         | Suède       |
| Grand prix                                            | 120 battements par minute de Robin Campillo                                                         | France      |
| Prix de la mise en scène                              | Sofia Coppola pour Les Proies                                                                       | États-Unis  |
| Prix d'interprétation masculine                       | Joaquin Phoenix pour A Beautiful Day (You Were Never Really Here)                                   | États-Unis  |
| Prix d'interprétation féminine                        | Diane Kruger pour In the Fade                                                                       | Allemagne   |
| Prix du jury                                          | Faute d'amour (Нелюбовь) d'Andreï Zviaguintsev                                                      | Russie      |
| Prix du scénario (ex æquo)                            | Yórgos Lánthimos et Efthimis Filippou pour Mise à mort du cerf sacré (The Killing of A Sacred Deer) | Grèce       |
| Prix du scénario (ex æquo)                            | Lynne Ramsay pour A Beautiful Day (You Were Never Really Here)                                      | Royaume-Uni |
| Prix spécial anniversaire pour les 70 ans du festival | Nicole Kidman                                                                                       | Australie   |

#### Caméra d'or
| Prix        | Attribué à                      | Pays   |
| ----------- | ------------------------------- | ------ |
| Caméra d'or | Jeune Femme de Léonor Serraille | France |

#### Un certain regard
| Prix                           | Attribué à                                   | Pays       |
| ------------------------------ | -------------------------------------------- | ---------- |
| Prix Un certain regard         | Un homme intègre (Lerd) de Mohammad Rasoulof | Iran       |
| Prix du jury                   | Les Filles d'Avril de Michel Franco          | Mexique    |
| Prix de la mise en scène       | Taylor Sheridan pour Wind River              | États-Unis |
| Prix d’interprétation féminine | Jasmine Trinca pour Fortunata                | Italie     |
| Prix de la poésie du cinéma    | Barbara de Mathieu Amalric                   | France     |

#### Cinéfondation
| Prix     | Attribué à                                | Ecole                                   |
| -------- | ----------------------------------------- | --------------------------------------- |
| 1er prix | Paul est là de Valentina Maurel           | INSAS, Belgique                         |
| 2e prix  | Heyvan de Bahman Ark & Bahran Ark         | Iranian National School of Cinema, Iran |
| 3e prix  | Deux égarés sont morts de Tommaso Usberti | La Fémis, France                        |

#### Courts métrages
| Prix                        | Attribué à                                     | Pays     |
| --------------------------- | ---------------------------------------------- | -------- |
| Palme d'or du court métrage | Une nuit douce (Xiao Cheng Er Yue) de Yang Qiu | Chine    |
| Mention spéciale            | Le Plafond (Katto) de Teppo Airaksinen         | Finlande |

### Semaine de la critique
| Prix                                              | Attribué à                                                                      | Pays    |
| ------------------------------------------------- | ------------------------------------------------------------------------------- | ------- |
| Grand prix Nespresso de la semaine de la critique | Makala d'Emmanuel Gras                                                          | France  |
| Prix Révélation France 4                          | Gabriel et la montagne (Gabriel e a montanha) de Fellipe Barbosa                | Brésil  |
| Prix SACD                                         | Ava de Léa Mysius                                                               | France  |
| Aide Fondation Gan pour la diffusion              | Gabriel et la montagne (Gabriel e a montanha) de Fellipe Barbosa                | Brésil  |
| Prix Découverte Leica Cine du court métrage       | Los Desheredados de Laura Ferrés                                                | Espagne |
| Prix Canal+ du court métrage                      | The Best Fireworks Ever (Najpiekniejsze fajerwerki ever) d'Aleksandra Terpinska | Pologne |

### Quinzaine des réalisateurs
| Prix                       | Attribué à                               | Pays       |
| -------------------------- | ---------------------------------------- | ---------- |
| Art Cinema Award (CICAE)   | The Rider de Chloé Zhao                  | États-Unis |
| Prix SACD                  | Un beau soleil intérieur de Claire Denis | France     |
| Prix SACD                  | L'Amant d'un jour de Philippe Garrel     | France     |
| Label Europa Cinemas       | A Ciambra de Jonas Carpignano            | Italie     |
| Prix Illy du court métrage | Retour à Genoa City de Benoit Grimalt    | France     |
| Carrosse d'or              | Werner Herzog                            | Allemagne  |

### Autres prix
| Prix                                 | Prix                                 | Attribué à                                                | Pays        |
| ------------------------------------ | ------------------------------------ | --------------------------------------------------------- | ----------- |
| Prix FIPRESCI                        | Compétition                          | 120 battements par minute de Robin Campillo               | France      |
| Prix FIPRESCI                        | Un certain regard                    | Tesnota (Теснота) de Kantemir Balagov                     | Russie      |
| Prix FIPRESCI                        | Quinzaine des réalisateurs           | L'Usine de rien (A Fábrica de Nada) de Pedro Pinho        | Portugal    |
| Prix du jury œcuménique              | Prix du jury œcuménique              | Vers la lumière (光 Hikari) de Naomi Kawase               | Japon       |
| Prix François-Chalais                | Prix François-Chalais                | 120 battements par minute de Robin Campillo               | France      |
| L'Œil d'or                           | Prix de L'Œil d'or                   | Visages, villages de Agnès Varda & JR                     | France      |
| L'Œil d'or                           | Mention spéciale                     | Makala d'Emmanuel Gras                                    | France      |
| Trophée Chopard                      | Révélation féminine                  | Anya Taylor-Joy                                           | États-Unis  |
| Trophée Chopard                      | Révélation masculine                 | George MacKay                                             | Royaume-Uni |
| Queer Palm                           | Queer palm du long-métrage           | 120 battements par minute de Robin Campillo               | France      |
| Queer Palm                           | Queer palm du court-métrage          | Les Îles de Yann Gonzalez                                 | France      |
| Palme Dog                            | Palme Dog                            | Einstein dans The Meyerowitz Stories                      | États-Unis  |
| Palme Dog                            | Grand prix du jury                   | Lupo dans Ava                                             | France      |
| Palme Dog                            | Prix Palm DogManitarian              | Leslie Caron et son chien sauveteur Tchi Tchi             | France      |
| Cannes Soundtrack Award              | Cannes Soundtrack Award              | Oneohtrix Point Never pour Good Time                      | États-Unis  |
| Prix Vulcain de l'artiste technicien | Prix Vulcain de l'artiste technicien | Josefin Åsberg pour la direction artistique de The Square | Suède       |

### Articles annexes
- Berlinale 2017
- Mostra de Venise 2017